# Metaseiulus greeneae
Metaseiulus greeneae är en spindeldjursart som först beskrevs av Denmark och Muma 1967.  Metaseiulus greeneae ingår i släktet Metaseiulus och familjen Phytoseiidae. Inga underarter finns listade i Catalogue of Life.